# خانه آزموده اردلان
خانه آزموده اردلان مربوط به اواخر دوره قاجار است و در سنندج، خیابان کشاورز، محله قطار چیان، کوچه خسروی، پ ۶ واقع شده و این اثر در تاریخ ۲۵ اسفند ۱۳۸۰ با شمارهٔ ثبت ۵۰۸۷ به‌عنوان یکی از آثار ملی ایران به ثبت رسیده‌است.